# Metro (New-Wave-Band)
Metro ist eine britische Wave-Band, die 1976 gegründet wurde und bis in die 1980er aktiv war. Die Band bestand aus Peter Godwin, Tony Adams, Sean Lyons und Colin Wight. Am Anfang gehörte Duncan Browne der Band an. Ihr bekanntestes Lied war America in My Head. Die Band veröffentlichte drei Alben.

## Diskografie
Alben
- 1977: Metro (Transatlantic Records)
- 1979: New Love (EMI)
- 1980: Future Imperfect (Metronome)